# Willem van Schijndel
Willem van Schijndel (’s-Hertogenbosch, 3 juli 1954) is een Nederlands zanger en producer.

## Biografie
Van Schijndel ging na de middelbare school op zijn 20e werken in platenwinkel Frans de Kok in 's-Hertogenbosch. Daar leerde hij Clemens van Bracht kennen die daar chef is. Met hem richtte hij in 1974 als duo De Deurzakkers op waarmee hij vele carnavalshits maakte. Hun eerste grote carnavalshit was Zak es lekker door. Hij slaagde erin om de carnavalsvereniging De Kikvorschen te winnen voor zijn plan en de plaatselijke voetbalvereniging FC Den Bosch. Later wordt hij plugger en ontdekt hij Guus Meeuwis, Toine Haverkamp en Hermes House Band. Later richt hij zijn eigen artiestenbureau Willem van Schijndel Music & Entertainment BV op.